# Manolo Solo
Pour les articles homonymes, voir Solo.
Ne doit pas être confondu avec Mano Solo.
Manuel Fernández, dit Manolo Solo, est un acteur espagnol, né en 1964 à Algésiras, en Andalousie.

## Biographie
Né en 1964 à Algésiras, Manolo Solo s'installe avec sa famille à Séville quand il a sept ans. C'est dans la capitale andalouse qu'il grandit, intègre un groupe de rock (Los Relicarios), étudie les sciences de l’éducation et le théâtre. Il participe au doublage de plusieurs films étrangers, et s'impose peu à peu comme un des seconds rôles marquants du cinéma espagnol des années 2000 et 2010. Nommé deux fois au Goya du meilleur acteur dans un second rôle, l'acteur andalou l'obtient pour son interprétation de Triana dans La Colère d'un homme patient. Il remporte le même prix lors de la 4e cérémonie des prix Feroz pour ce film.

## Filmographie partielle
- 2003 : Sortie de route de Manuel Martín Cuenca : Francisco
- 2005 : Les Sept Vierges d'Alberto Rodríguez : le directeur du centre
- 2006 : Le Labyrinthe de Pan de Guillermo del Toro : Garcés
- 2009 : Cellule 211 de Daniel Monzón : le directeur de la prison
- 2010 : Biutiful d'Alejandro González Iñárritu : le médecin
- 2010 : Amador de Fernando León de Aranoa : le prêtre
- 2011 : Lost Destination d'Eduardo Chapero-Jackson : le professeur
- 2013 : Amours cannibales de Manuel Martín Cuenca : le voisin
- 2014 : La isla mínima d'Alberto Rodríguez : le journaliste
- 2016 : La Colère d'un homme patient de Raúl Arévalo : Triana
- 2017 : Le Gardien invisible (El guardián invisible) de Fernando González Molina : Dr Besterra
- 2018 : Gun City (La sombra de la ley) de Dani de la Torre : le Baron
- 2020 : 30 Coins : Cardenal Petruccelli
- 2021 : Compétition officielle (Competencia oficial) de Mariano Cohn et Gastón Duprat : Matias
- 2021 : El buen patrón de Fernando León de Aranoa : Miralles
- 2022 : Les Tournesols sauvages (Girasoles silvestres) de Jaime Rosales : Roberto
- 2023 : Fermer les yeux (Cerrar los ojos) de Victor Erice

## Distinctions
- Unión de Actores y Actrices 2015 : meilleur acteur dans un second rôle pour La isla mínima
- Prix Feroz 2017 : meilleur acteur dans un second rôle pour La Colère d'un homme patient
- Goyas 2017 : meilleur acteur dans un second rôle pour La Colère d'un homme patient